# Barbara Hendricks

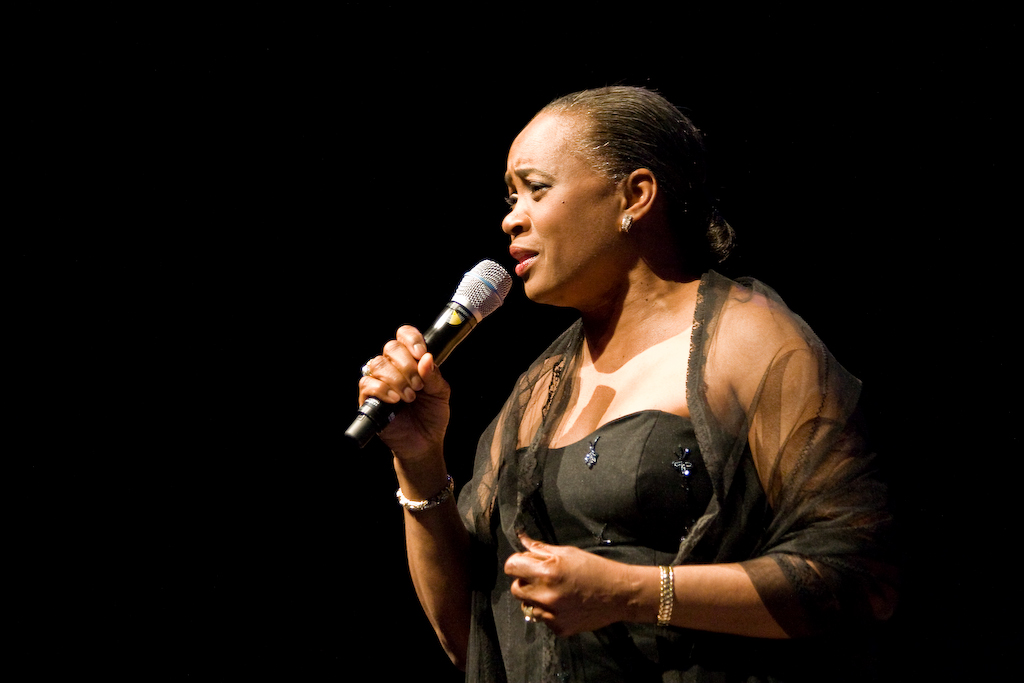
Barbara Hendricks

Barbara Hendricks (Stephens, 20 november 1948) is een Afro-Amerikaanse sopraan. Ze is ook bekend door haar werk als mensenrechtenactiviste. Ze woont in Bazel (Zwitserland), heeft door huwelijk de Zweedse nationaliteit en is moeder van drie kinderen.

## Loopbaan
Na Hendricks' afstuderen in wiskunde en scheikunde aan de Universiteit van Nebraska studeerde ze aan de Juilliard School of Music in New York bij de mezzosopraan Jennie Tourel, en behaalde haar graad in muziek. Ze volgde ook masterclasses bij Maria Callas. In 1974 verscheen ze voor het eerst als professioneel operazangeres in Europa tijdens het Glyndebourne Festival. Ze heeft sindsdien in alle grote operagebouwen in de wereld gezongen.
Ze zingt ook jazz, en maakte haar jazzdebuut tijdens het Montreux Jazz Festival in 1994. Daarnaast organiseert ze zelf kamermuziekfestivals.
In 2006 kreeg ze het Creu de Sant Jordi, een van de hoogste onderscheidingen van de Catalaanse regering.

## Mensenrechten
Naast haar zangcarrière werkt ze aan de rechten van vluchtelingen en is ze benoemd tot goodwillambassadeur voor het Hoog Commissariaat voor de Vluchtelingen.

## Album
- Chants Sacrés / Sacred Songs (1990)
- Ave Maria (1993)